# Urofagia
La urofagia, consiste en la ingestión de orina. El término viene del griego, οὖρον, (ouron) orina y φαγειν, (phagein) ingerir. La orina se consume por razones de supervivencia, como parte de prácticas sexuales o en medicina alternativa. Sin embargo, la Organización Mundial de la Salud advierte que beber orina conlleva riesgos para la salud. Múltiples fuentes desaconsejan su consumo como elemento de supervivencia y no se ha demostrado que tenga ningún beneficio a la salud.

## Razones de la urofagia

### Como técnica de supervivencia de emergencia
Guías de supervivencia como el Manual de campo del ejército de EE. UU., y el Manual de supervivencia SAS, entre otros generalmente desaconsejan beber orina para sobrevivir. Estas guías indican que beber orina tiende a empeorar en lugar de aliviar la deshidratación debido a las sales que contiene, y que la orina no debe consumirse en una situación de supervivencia, incluso cuando no se dispone de otro líquido. Si bien algunas personas en apuros han bebido orina, no está claro si esto realmente ayudó o dificultó su situación.
En un incidente, Aron Ralston bebió orina cuando estuvo atrapado durante varios días con el brazo encajado debajo de una roca.
El presentador de televisión de programas de supervivencia Bear Grylls bebió orina y animó a otros a hacerlo en varios episodios de sus programas de televisión.

### Práctica sexual
La urolagnia es un tipo de fetichismo sexual o parafilia enfocada en la orina y la micción. El nombre coloquial de esta práctica es lluvia dorada.

### Medicina alternativa
La orinoterapia es una pseudoterapia englobada en la medicina alternativa, que consiste en la aplicación de orina humana o animal para fines medicinales o cosméticos, incluyendo la bebida e ingestión de la propia orina y el masajeado de la piel o encías, con ella. No hay evidencia científica que apoye su uso terapéutico.

## Advertencias sanitarias
La Organización Mundial de la Salud advierte que beber orina conlleva riesgos para la salud. 
Beber orina puede ser agresivo para el tracto intestinal y causar problemas en los riñones (los cuales ya han trabajado en filtrar los desechos que han sido eliminados en la orina).
La ingesta de orina puede también causar infecciones ya que una vez que la orina deja el cuerpo es común que se contamine con bacterias, las cuales al ser ingeridas pueden provocar infecciones y complicaciones serias. Además estudios muestran que incluso sin contaminarse la orina contiene bacterias que al ser ingeridas o al entrar al torrente sanguíneo por una herida pueden ser dañinas para el organismo.